# Lina Vallier
Lina Vallier, née en 1811 à Moroval (Province d'Ancône) et morte le 28 février 1878 à Paris, est une peintre française.

## Biographie
Angelina Stephanina Emilia Vallier est la fille de Denis Auguste Vallier, chef d'escadron d'artillerie, et d'Émérique Frédérique Delaunay. Son frère Émile Auguste Alexis Vallier est professeur à l'école spéciale militaire de Saint-Cyr.
Elle expose au Salon de 1836 à 1852.  
Elle meurt célibataire à l'âge de 67 ans à son domicile de la rue de clichy.

## Galerie

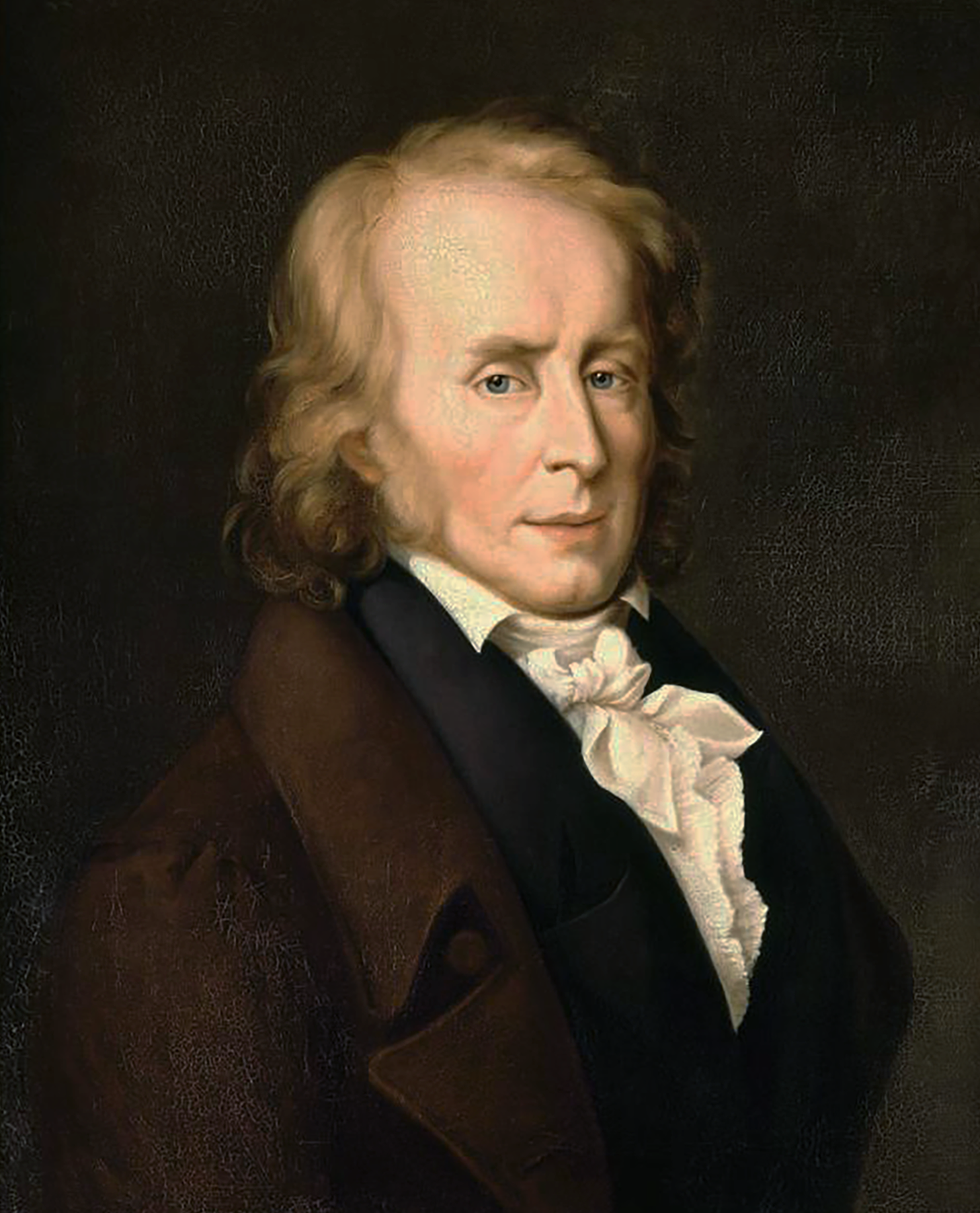
Portait de Benjamin Constant par Lina Vallier en 1847